# Festival Internacional de Cinema de Sant Sebastià 2010
La 58a edició del Festival Internacional de Cinema de Sant Sebastià va tenir lloc entre el 17 i el 25 de setembre de 2010 a Sant Sebastià. Va ser l'última edició dirigida per Mikel Olaciregui. La Conquilla d'Or fou atorgada a Neds de Peter Mullan. La inauguració fou presentada per Eduardo Noriega i Edurne Ormazabal. La cerimònia de clausura fou presentada per Ana Álvarez i Edurne Ormazabal.

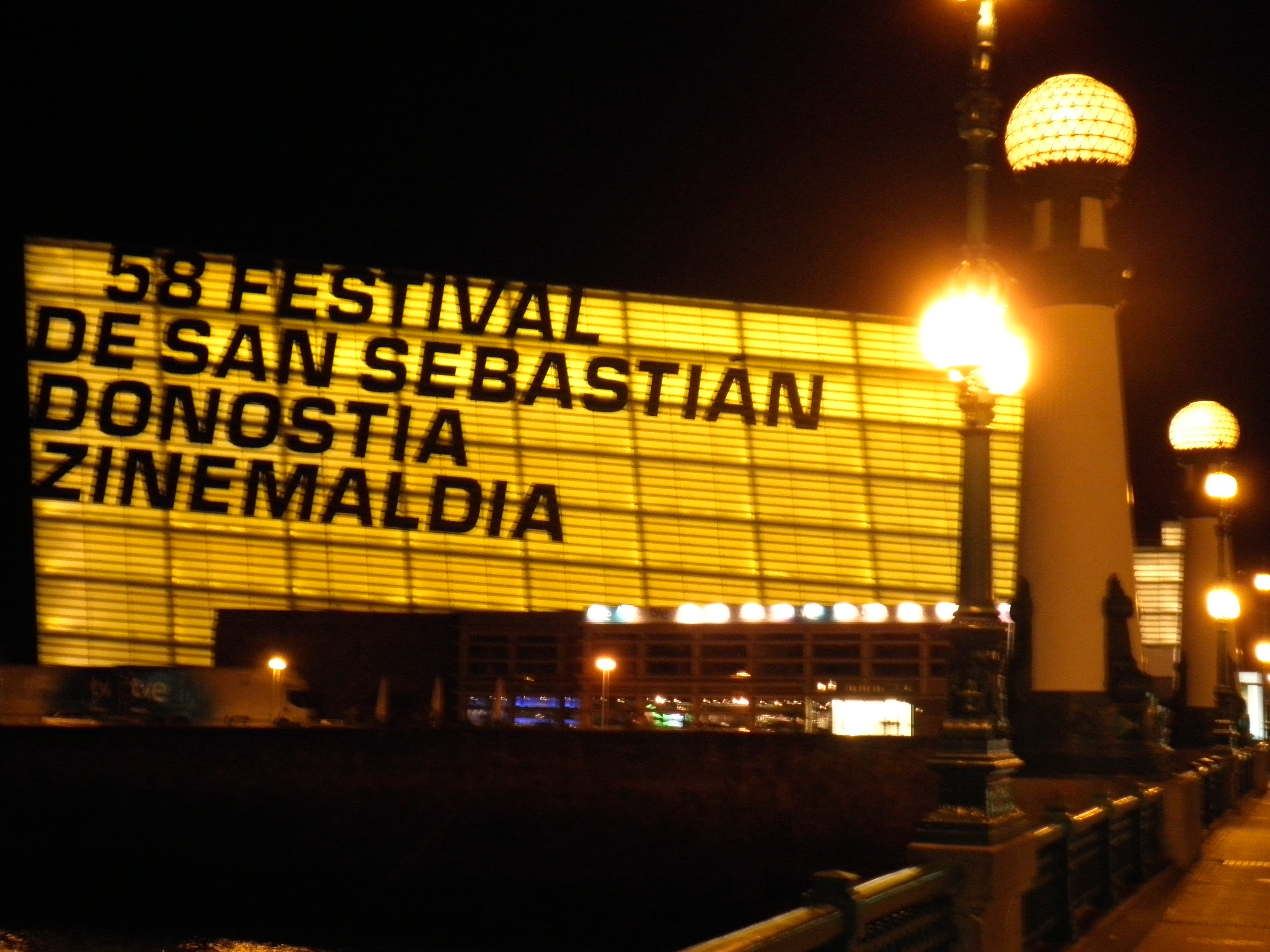

## Jurat

### Jurat de la selecció oficial
- Goran Paskaljevic  (president)
- Jo Allen
- José Coronado
- Claudia Llosa
- Raya Martin
- Pablo Trapero
- Lucy Walker

## Pel·lícules

### Secció Oficial
(15 pel·lícules a concurs)
| Pel·lícula               | Director                    | País                     |
| ------------------------ | --------------------------- | ------------------------ |
| Addicted to love         | Lui Hao                     | R.P. de la Xina          |
| Aita                     | José María de Orbe          | Espanya                  |
| Amigo                    | John Sayles                 | Estats Units Filipines   |
| Cerro Bayo               | Victoria Galardi            | Argentina                |
| Chicogrande              | Felipe Cazals               | Mèxic                    |
| Satte Farben vor Schwarz | Sophie Heldman              | Alemanya Suïssa          |
| Elisa K                  | Judith Colell, Jordi Cadena | Espanya                  |
| Genpin                   | Naomi Kawase                | Japó                     |
| El gran Vázquez          | Óscar Aibar                 | Espanya                  |
| Hjem til jul             | Bent Hamer                  | Noruega Suècia Alemanya  |
| Akmareul boattda         | Kim Jee-Woon                | Corea del Sud            |
| A Jamaâ                  | Daoud Aoulad-Syad           | Marroc França            |
| Misterios de Lisboa      | Raúl Ruiz                   | Portugal                 |
| Neds                     | Peter Mullan                | Regne Unit França Itàlia |
| Pa negre                 | Agustí Villaronga           | Espanya                  |
| Fora de concurs:         |                             |                          |
| Bicicleta, cullera, poma | Carles Bosch i Arisó        | Espanya                  |
| Menja, resa, estima      | Ryan Murphy                 | Estats Units             |
| La clau de la Sarah      | Gilles Paquet-Brenner       | França                   |

### Perlak[10]
(12 películas; per completar)
| Pel·lícula                 | Director         | País                    |
| -------------------------- | ---------------- | ----------------------- |
| Poetry                     | Lee Changdong    | Corea del Sud           |
| Buried                     | Rodrigo Cortés   | Espanya                 |
| Happythankyoumoreplease    | Josh Radnor      | Estats Units            |
| Exit through the gift shop | Banksy           | Regne Unit Estats Units |
| Barney's Version           | Richard J. Lewis | Canadà Itàlia           |

## Palmarès

### Premis oficials
- Conquilla d'Or: Peter Mullan per Neds.
- Premi Especial del Jurat: Elisa K de Judith Colell i Jordi Cadena per com retrata la violència a la que es veuen exposats els innocents en la vida quotidiana.
- Conquilla de Plata al millor director: Raúl Ruiz per Misterios de Lisboa.
- Conquilla de Plata a la millor actriu: Nora Navas per Pa negre.
- Conquilla de Plata al millor actor: Connor McCarron per Neds.
- Premi del Jurat a la millor fotografia: Jimmy Gimferrer per Aita.
- Premi del Jurat al millor guió: Bent Hamer per Home for Christmas.
- Menció Especial del Jurat: A Jamaâ de Daoud Aoulad-Syad, per la simplicitat d'una història que amaga el complex.

### Premis no oficials
- Premi Nous Directors: Carlos César Arbeláez per Los colores de la montaña.
- Premi Horizontes: Abel de Diego Luna.
- Premi del Públic: Barney's Version, de Richard J. Lewis.
- Premi de la Joventut: Abel, de Diego Luna.
- Premi TVE - Otra mirada: Cerro Bayo, de Victoria Galardi.

### Premi Donostia
- Julia Roberts